# Улгили (Туркестанская область)
Улгили (каз. Үлгілі) — село в Казыгуртском районе Туркестанской области Казахстана. Входит в состав Жанабазарского сельского округа. Код КАТО — 514035900.
В селе есть средняя школа.

## Население
В 1999 году население села составляло 2585 человек (1313 мужчин и 1272 женщины). По данным переписи 2009 года, в селе проживало 2869 человек (1447 мужчин и 1422 женщины).